# Mulay al-Rashid
al-Rashīd ibn ʿAlī al-Sharīf (in arabo الرشيد بن الشريف عدل‎?; Sigilmassa, 1631 – Marrakech, 9 aprile 1672) è stato un sultano marocchino che regnò dal 1666 al 1672, fu il primo sultano della dinastia alawide ad estendere il suo potere su una buona parte del Marocco.

## Biografia

### Salita al potere

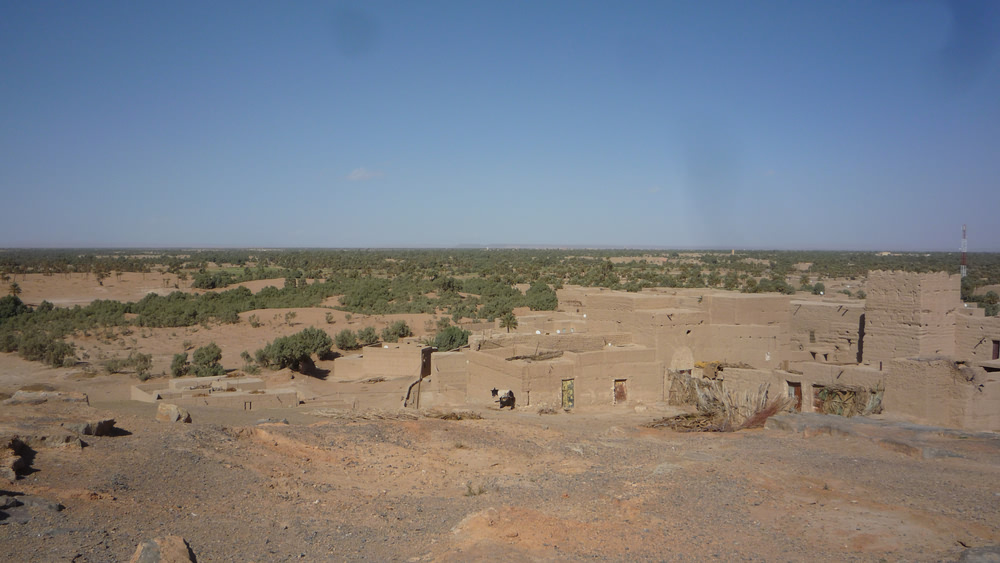
Panorama di un'oasi nella regione di Tafilalet, dove gli alawiti si installarono nel XIII secolo.

Al-Rashīd era un figlio di Sharif ibn Ali, principe di Tafilalet e fondatore della dinastia alawide. Il padre era un discendente di Muhammad al-Nafs al-Zakiyya. Era il discendente di al-Ḥasan al-Dākhil (al-Ḥasan l'Immigrante), che affermava di essere il ventunesimo discendente di Maometto e il diciassettesimo discendente di Muḥammad al-Nafs al-Zakiyya, al-Ḥasan al-Dākhil sarebbe giunto a Sigilmassa nel 1266.
Dopo la morte del famoso sultano della dinastia Sa'diana Ahmad al-Mansur, il Marocco entrò in un periodo turbolento caratterizzato dalla guerra civile per il trono tra i figli del sultano defunto, e dalla frammentazione del paese a beneficio dei vari signori della guerra
All'inizio del regno di Zaydan al-Nasir il Sultanato sa'diano era molto indebolito. La confraternita mistica della Zawiya di Dila controllava il centro del Marocco, la Zawiya di Illigh estese la propria influenza sulle regioni del Sous e sul Draa, il signore della guerra Sidi al-Ayashi prese possesso della pianura, delle coste atlantiche del nord-ovest, Salé divenne una repubblica gestita da corsari, Tétouan divenne una città-stato governata dalla famiglia Naqsis.
Nella regione di Tafilalet gli Alawiti fondarono un principato indipendente.
Il primo sovrano della dinastia alawide fu, dal 1631, il padre Mulay Sharīf ibn ʿAlī, che estese il proprio controllo su tutta la regione di Tafilalet. ʿAlī abdicò nel 1636 e suo figlio maggiore, Mulay Muhammad ibn Sharif, gli succedette. Sotto il regno di quest'ultimo la dinastia estese il proprio potere fino ai fiumi Moulouya e Draa. Mulay al-Rashīd, ambizioso e ribelle, tentò di spodestare il fratello ma venne sconfitto e costretto a lasciare Tafilalet per riorganizzarsi.
In Marocco, dopo la caduta della dinastia Sa'diana, tra le tante signorie che si vennero a formare, nacque anche un regno ebraico: il Regno di Debdou, che comprendeva tutta la regione di Taza, nella capitale Debdou vi erano decine di sinagoghe contro una sola moschea, gli ebrei della città discendevano perlopiù dagli ebrei di Siviglia che trovarono rifugio nella città dopo i moti anti-ebraici scoppiati nel Regno di Castiglia nel 1391. La città era ricca grazie alla sua posizione strategica che la rendeva il centro del commercio tra il Sahel, Tafilalet e il Mediterraneo. La leggenda narra che Aaron ibn Mish'al, il re ebreo di Debdou, divenne così potente e temuto che come tributo per mantenere la pace pretendeva ogni anno dalla città di Fès una giovane vergine musulmana. Al-Rashīd fu attratto dalle leggende sull'immensa ricchezza di Ibn Mish'al, e, travestito da donna, riuscì ad entrare nella residenza del sovrano ebraico, uccidendolo, appropriandosi delle sue ricchezze e del suo regno, stabilendo momentaneamente la sua capitale a Taza e formando un grande esercito.
Si mise in marcia contro Sigilmassa, incontrando e affrontando il 3 agosto 1664 il fratello Muḥammad nelle pianure di Amgad, sconfiggendolo e uccidendolo. Venne quindi proclamato sultano alawide.

### Conquista di Fes e Marrakesh
Nel 1666 al-Rashīd marciò contro Fès, all'epoca sotto il controllo della Zāwiya di Dila, una confraternita mistica radicale berbera, ma, vedendo che non sarebbe riuscito ad abbattere le poderosa mura della città con il suo esercito, decise di infiltrarsi e attaccare la città dall'interno. Entrò con un piccolo gruppo di soldati dal mellah (il ghetto ebraico), passando la notte nel palazzo di un notabile ebreo di nome Judah Mansino e attaccando i membri della Zāwiya di Dila il giorno seguente, riuscendo a conquistare la città.
Marrakesh, l'antica capitale della dinastia Sa'diana, dal 1659 (anno dell'assassinio di Ahmad al-Abbas, ultimo sultano Sa'diano) era nelle mani degli Shabana, una tribù araba di origini Hilaliane che in passato svolse servizi militari per i Sa'diani. Il signore della città era quindi un membro di questa tribù, Abu Bakr ibn ʿAbd al-Karīm al-Shabānī.
Al-Rashīd assediò e conquistò la città nel 1669, facendo bruciare pubblicamente il governatore Abu Bakr, il suo consigliere ebraico e tutta la famiglia di quest'ultimo.
Dopo la presa di Marrakesh continuò la conquista delle regioni del Souss e dell'Anti Atlante.
Morì il 9 aprile 1672 a Marrakesh a seguito di una caduta da cavallo, gli succedette al trono il fratello Mulay Ismāʿīl, uno dei più famosi sultani della dinastia alawide.